# Valsport
La Valsport S.r.l. è un'industria italiana di calzature ed abbigliamento sportivo, con sede a Padova. È stata fondata nel 1920 da Antonio Valle. Propone prodotti per il calcio, atletica, ciclismo, basket, tennis, pattinaggio, rugby, hockey, sollevamento pesi e lotta.

## Storia
L'azienda, viene fondata nel 1920 da Antonio Valle a Padova. Oltre alla fabbrica viene aperto anche un negozio in Piazza Insurrezione sempre nella città euganea. Il marchio con il passare del tempo, cresce a tal punto, che negli anni settanta, diventerà fornitore della Juventus e di grandi campioni dello sport. Successivamente, fino al 2011, l'azienda passa sotto la gestione di Guido Valle, figlio dello storico fondatore, che nel 2005 aveva aperto a dei soci olandesi. Nel 2016, la società viene rilevata in co-proprietà da un'azienda inglese, la Fusion International, e dalla padovana Rewind S.r.l..

## Sponsorizzazioni

### Atleti
- Livio Berruti, durante le Olimpiadi di Roma del 1960
- Antonio Ambu

### Calciatori

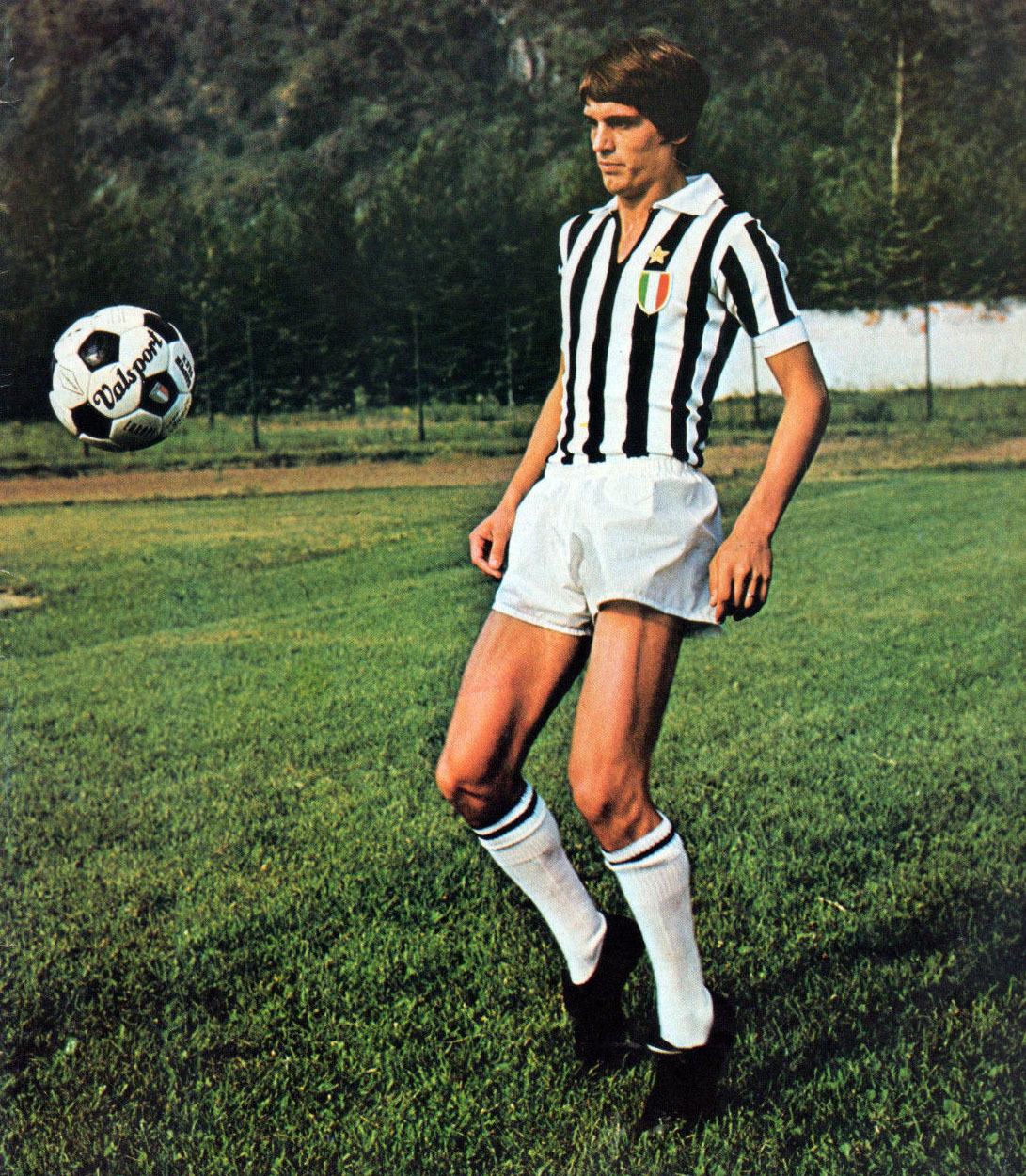
Marco Tardelli alla Juventus nel 1975 con un pallone Valsport

- José Altafini
- Gigi Riva
- Fabio Capello
- Daniele Massaro
- Alessandro Costacurta
- Marco Simone
- Roberto Di Matteo
- Claudio Sala
- Gianluigi Lentini
- Daniel Fonseca

### Piloti
- Jody Scheckter, nel 1979 in Formula 1

### Calcio
- Juventus, fornitore ufficiale negli anni settanta di scarpe, palloni, borse della prima squadra e settore giovanile
- Calcio Padova, dal 2001 al 2003
- Gippsland Falcons Soccer Club (2000-2001)